# Союз південноамериканських націй

Емблема організації

Члени об'єднання

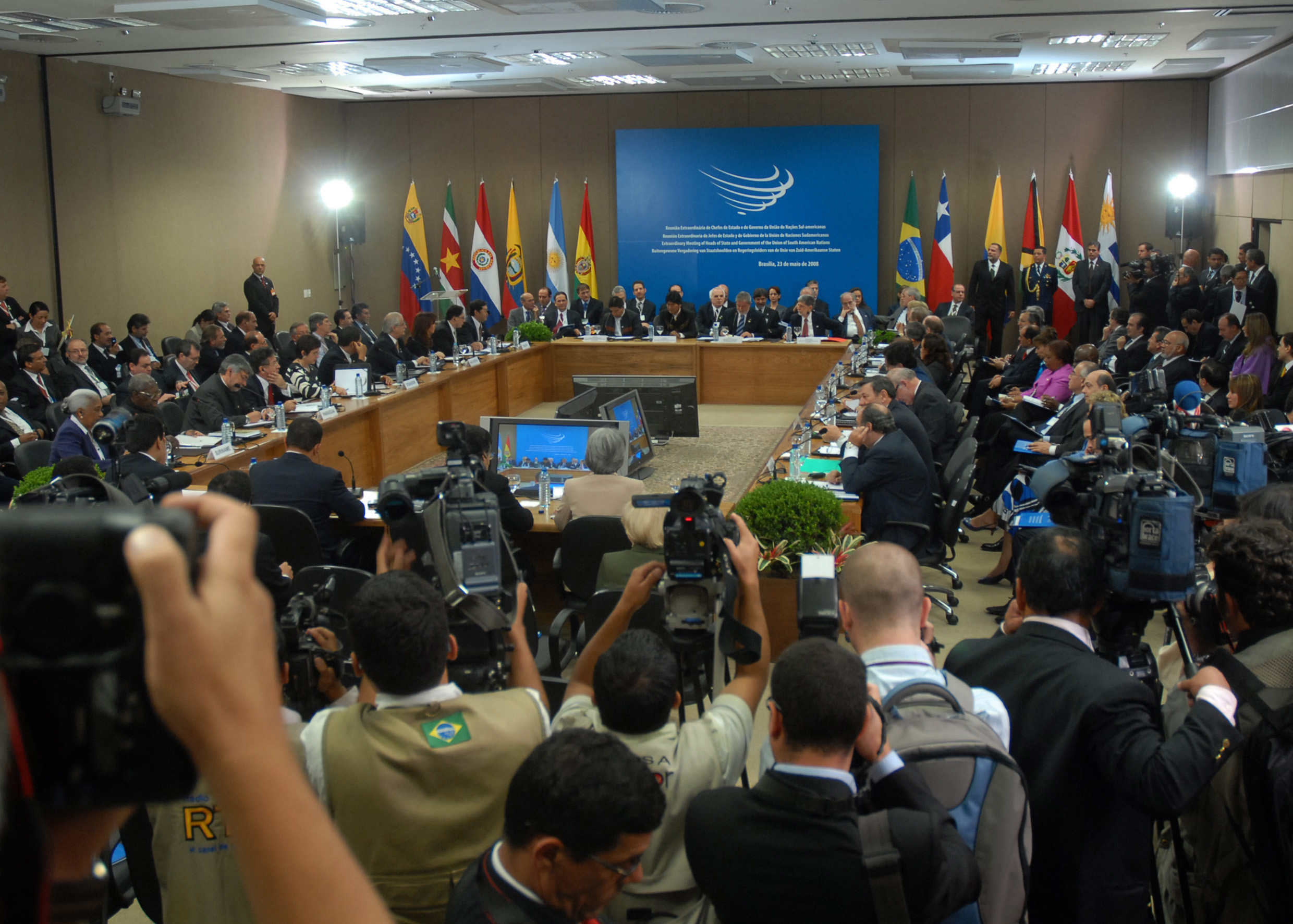
UNASUR 2008

Союз південноамериканських націй (англ. Union of South American Nations, ісп. Unión de Naciones Suramericanas (UNASUR), порт. União de Nações Sul-Americanas (UNASUL), нід. Unie van Zuid-Amerikaanse Naties) (інша назва — Декларація Куско) — регіональна політична та економічна організація держав Південної Америки, створена 9 грудня 2004 року.

## Історія створення
Підписання декларації про створення нової організації відбулося на саміті 12 держав у Куско (Перу).
До неї увійшли держави-члени Південноамериканського спільного ринку МЕРКОСУР (Аргентина, Бразилія, Парагвай і Уругвай), Андського співтовариства (Болівія, Венесуела, Колумбія, Перу та Еквадор), а також Чилі, Гаяна і Суринам.
Гаяна та Суринам підписали декларацію, але відклали свій вступ до Південноамериканське співтовариство націй на невизначений термін.
Найбільшу активність при створенні спільноти проявили колишні президенти Перу Алехандро Толедо та Бразилії Луїс Інасіу Лула да Сілва.
У декларації зазначено, що вона відображає прагнення народів Латинської Америки до інтеграції, єдності та будівництва спільного майбутнього. Основне завдання нового союзу — протягом 15 років домогтися інтеграції економік і створення зони вільної торгівлі.
Планується, що перший час Південноамериканська спільнота буде розвиватися шляхом політичної координації дій країн-учасниць, а в майбутньому мають бути створені загальноамериканські інститути — рада міністрів, південноамериканський парламент і суд правосуддя.
Місце підписання історичної декларації — місто Куско в перуанських Андах — за легендою, було заснований міфічним правителем інків Манко Капаком і згодом стало столицею великого держави інків — Тауантінсуйю, найбільшої держави в доколумбовій Америці.
Підписання декларації було приурочено до 180-ї річниці розгрому (9 грудня 1824 року) іспанських конкістадорів латиноамериканської армією під проводом Симона Болівара у битві при Аякучо (Перу).

## Розвиток
23 травня 2008 року на саміті UNASUR в Бразилії було прийнято рішення про створення регіонального представницького органу «за зразком Європарламенту» .
16 грудня 2008 року в м. Салвадор (Бразилія) на позачерговому саміті УНАСУР була створена Південноамериканська рада оборони (ЮАСО), дорадчий і координаційний механізм, спрямований на забезпечення умов для зниження напруженості на континенті.
28 серпня 2009 року в м. Барілоче (Аргентина) відбувся черговий саміт організації. Основне питання порядку денного — присутність США на семи військових базах Колумбії, проти чого різко заперечує президент Венесуели Уго Чавес .
У травні 2010 року під час зустрічі представників країн-учасниць UNASUR в Буенос-Айресі, був обраний перший генеральний секретар цієї організації — колишній президент Аргентини Нестор Кіршнер. Його обрали на дворічний термін. Очікується, що в столиці Еквадору Кіто буде побудована штаб-квартира UNASUR, а місцем розташування загального парламенту буде місто Кочабамба в Болівії .